# Javor (Žumberak)
Javor is een plaats in de gemeente Žumberak in de Kroatische provincie Zagreb. De plaats telt 20 inwoners (2001).